# Erdene járás (Központi tartomány)
Erdene járás (mongol nyelven: Эрдэнэ сум) Mongólia Központi tartományának egyik járása. Területe 8000 km². Népessége kb. 4600 fő.
Székhelye, Ar Huszt (Ар Хуст) 59 km-re fekszik Dzúnmod tartományi székhelytől és 67 km-re Ulánbátortól.